# John O. Brennan
Pour les articles homonymes, voir Brennan.
John Owen Brennan, né le 22 septembre 1955 à Jersey City, est le directeur de la Central Intelligence Agency entre 2013 et 2017. Il est également conseiller de Barack Obama pour la sécurité intérieure et la lutte antiterroriste (Deputy National Security Advisor for Homeland Security and Counterterrorism) en tant qu'assistant du président au sein du Bureau exécutif du président des États-Unis, de 2009 à 2013.

## Biographie
Issu d'une famille irlando-américaine et originaire du New Jersey, il fit ses études de sciences politiques à l'université Fordham (New York), bénéficiant alors d'un séjour d'un an à l'université américaine du Caire, où il apprit l'arabe, ainsi qu'en Indonésie, premier pays musulman au regard de la population. Il obtint ensuite un master, en 1980, à l'université du Texas (Austin). Il aurait été profondément marqué d'une part par son éducation jésuite, d'autre part par son expérience du monde arabo-musulman.

### Carrière à la CIA
Il entre ensuite à la Central Intelligence Agency (CIA), où il fera une carrière de 25 ans. Il suit la formation de la direction des opérations mais est affecté finalement en 1981 à la direction du renseignement (Direction of Intelligence, chargée de l'analyse). Il est en poste à l'ambassade américaine de Djeddah en Arabie saoudite de 1982 à 1984. De 1984 à 1989, il occupe une série de postes d'analyste au bureau des analyses du Proche Orient et de l'Asie du Sud de la direction du renseignement. Il est chargé de l'analyse du terrorisme au Counterterrorist Center (CTC, service du contre-terrorisme de la CIA) entre 1990 et 1992, y compris pendant les opérations Bouclier du désert et Tempête du désert.
Après un poste de management dans le bureau des analyses du Proche Orient et de l'Asie du Sud, Brennan devient le présentateur du renseignement quotidien à la Maison-Blanche en 1994 et 1995. Il est ensuite assistant exécutif du directeur adjoint de la CIA George Tenet de 1995 à 1996. De 1996 à 1999, il est chef de poste de la CIA d'une « capitale majeure du Moyen-Orient », en fait chef de poste à Riyad (Arabie saoudite) lors de l'attentat des tours de Khobar de 1996. Il est ensuite chef d'état-major du directeur de la CIA George Tenet de 1999 à 2001, puis directeur exécutif adjoint de la CIA de mars 2001 à mars 2003. En 2003, il fut chargé par Tenet de construire le Terrorist Threat Integration Center, prédécesseur du National Counterterrorism Center qu'il dirige par intérim de 2004 à 2005. L'administration Bush décide cependant de ne pas le nommer directeur du NCTC, en grande partie à cause de ses critiques de la guerre en Irak.

### Administration Obama
En 2005, il quitta l'agence, devenant PDG de The Analysis Corporation (en) (2005-08) et secrétaire général de l'Intelligence and National Security Alliance (en), une association non-lucrative (501c-6) rassemblant des membres de la communauté du renseignement des États-Unis. Il défendit alors publiquement la politique de l'extraordinary rendition (extradition extra-judiciaire), mais qualifia le waterboarding (en français, « torture par l'eau ») de forme de torture. Il s'impliqua ensuite dans la campagne présidentielle de 2008, soutenant le candidat démocrate Barack Obama.
Pressenti une première fois en 2008 pour être nommé directeur de la CIA, la nomination avorta en raison de commentaires passés soutenant l'usage de la torture sous l'administration Bush (les « techniques d'interrogatoire renforcées »). Brennan fut alors nommé au Conseil de sécurité nationale, fonction pour laquelle l'accord du Sénat n'est pas nécessaire. Il a son bureau au sous-sol de l'aile Ouest de la Maison-Blanche.
Après son discours du 30 avril 2012 au Centre Woodrow Wilson , où il évoqua, outre le raid au cours duquel Oussama ben Laden fut tué, la politique américaine concernant les drones et les « assassinats ciblés » (targetted killings), Human Rights Watch regretta l'opacité de cette politique et des fonctions de Brennan, indiquant notamment :
« Parce que les États-Unis traitent beaucoup des plus importantes contraintes sur l'usage de la force comme des sujets discrétionnaires plutôt que des obligations légales, l'approche américaine n'empêcherait pas les Russes de cibler un présumé militant tchétchène à New York, ou les Chinois un séparatiste ouïghour à Washington, s'ils se disaient en guerre contre ces groupes et que les États-Unis n'arrêtaient pas ces derniers. C'est un précédent très inquiétant. »
Ces attaques par drones sont dévastatrices pour les populations civiles, selon des documents internes fuités de la CIA, environ 90 % des victimes sont des victimes civiles (alors appelée EKIA, enemies killed in action, signifiant ennemis tués au combat) sans rapport avec les cibles initiales,,. Cela s'apparente en droit international à des crimes de guerre.
Par la suite, Brennan est chargé de l'élaboration d'un nouveau cadre politique sur les « assassinats ciblés », et, conformément d'ailleurs aux revendications de Human Rights Watch, prône un recentrage de la CIA sur les activités de renseignement et le transfert des activités opérationnelles (assassinats) au Pentagone. De 2008 à 2012, l'administration Obama a triplé ses attaques de drones au Pakistan (36 en 2008 et 122 en 2010) . Après la tentative d'attentat de décembre 2009 du Nigérian Umar Farouk Abdulmutallab sur le vol Northwest Airlines 253, la Maison-Blanche s'intéressa de plus en plus au Yémen, où Brennan essaya de mettre en place un nouveau cadre politique pour l'usage des drones. Il obtint notamment l'autorité sur ces programmes, auparavant principalement dirigés par l'amiral Michael Mullen, chef d'état-major des armées. HRW et l'ACLU demeurent cependant très critiques de ce programme, en critiquant tant l'opportunité que l'opacité.
Lors de son discours devant le Conseil sur les Relations Extérieures (Council on Foreign Relations) à Washington le 29 juin 2016, Brennan détailla les sujets auxquels se consacre actuellement la CIA :
- L’instabilité globale, qui ouvre des espaces au terrorisme et fracture les identités nationales,
- Le domaine numérique, « défi stratégique », avec ses immenses « risques et opportunités », la cyber-menace s’adaptant en permanence,
- La prolifération nucléaire, notamment à partir de la Corée du Nord,
- Le champ des biotechnologies, le plus gros enjeu pour la sécurité nationale américaine, dont les avancées, pour ne pas tomber dans les mains de groupes comme ISIS, doivent être préservées par des stratégies internationales pour être consacrées par exemple à l’allongement de la longévité humaine.

## Départ de la CIA
En janvier 2017, avant de quitter ses fonctions à l'occasion de l'investiture de Donald Trump, John Brennan a réagi aux déclarations de son adversaire politique sur la CIA accusant notamment la direction démocrate des services secrets d'entretenir de fausses rumeurs en rapport avec les polémiques liées à l'implication de la Russie dans les élections. John Brennan invite publiquement Trump « à se discipliner » et à se saisir du fait que « les enjeux dépassent sa personne ».
L’habilitation de sécurité de John Brennan a été révoquée le 15 août 2018 par le Président des Etats-Unis qui invoque « sa conduite et son comportement erratiques » et déclare vouloir « protéger des informations classées secrètes » . Donald Trump accuse explicitement Brennan d'avoir fait « une série d'allégations infondées et scandaleuses - des dérapages incontrôlés sur Internet et à la télévision - à propos de [cette] administration ». Ce retrait de l'accréditation est critiqué par d'anciens chefs de la CIA et d'autres anciens hauts responsables d'agences de sécurité américaines dans un communiqué où ils dénoncent « une tentative d'étouffer la liberté d'expression » et affirment n'avoir « jamais vu auparavant l'octroi ou le retrait d'habilitations secret défense être utilisés comme un instrument politique ». Brennan avait en effet décrit la conférence à Helsinki entre Trump et Poutine comme une trahison, déclarant publiquement : « Ce n'était rien de moins que de la trahison »,…,« Non seulement les commentaires de Trump étaient stupides, mais il est complètement à la solde de Poutine. Patriotes Républicains: Où êtes-vous ??? ».